# 3rd Wish
Pour les articles homonymes, voir Wish.
3rd Wish est un groupe américain de chanteurs de R'n'b composé de 3 garçons.
Ils se sont fait connaître en France en 2004 avec le tube "Obsesión", titre sur lequel le rappeur Baby Bash les accompagne. Un autre de leurs titres nommé "Niña", est assez proche de "Obsesion" mais n'a pas connu le même retentissement.